# Championnat d'Islande de football 1992
Navigation
Saison précédente Saison suivante
La saison 1992 du Championnat d'Islande de football était la 81e édition de la première division islandaise. Les 10 clubs jouent les uns contre les autres lors de rencontres disputées en matchs aller et retour.
Le Vikingur Reykjavik, tenant du titre, a tenté de le conserver face aux neuf meilleurs clubs du pays.
L'ÍA Akranes réussit l'un des plus grands exploits du football islandais : promu cette saison en 1. Deild, le club termine en tête du championnat et remporte le 13e titre de champion d'Islande de son histoire, le premier depuis 1984. L'autre promu, le þor Akureyri se classe sur le podium avec une belle 3e place. Le Vikingur Reykjavik, champion en titre, termine à une peu glorieuse 7e place.
En bas de classement, le Breiðablik Kopavogur et le KA Akureyri - champion d'Islande trois saisons auparavant - descendent en 2. Deild.

## Les 10 clubs participants
| \| Reykjavik : · Valur - KR - Fram - Vikingur Akureyri : · KA - þor Breiðablik Kopavogur FH Hafnarfjörður ÍA Akranes ÍBV Vestmannaeyjar \| Clubs participants |
| Reykjavik : · Valur - KR - Fram - Vikingur Akureyri : · KA - þor Breiðablik Kopavogur FH Hafnarfjörður ÍA Akranes ÍBV Vestmannaeyjar                          |

| Club                 | Classement 1991 | Stade            | Ville          |
| -------------------- | --------------- | ---------------- | -------------- |
| Breiðablik Kopavogur | 5               | Kópavogsvöllur   | Kopavogur      |
| Fram Reykjavik       | 2               | Laugardalsvöllur | Reykjavik      |
| FH Hafnarfjörður     | 8               | Kaplakrikavöllur | Hafnarfjörður  |
| ÍA Akranes           | 2. Deild        | Akranesvöllur    | Akranes        |
| ÍBV Vestmannaeyjar   | 7               | Hásteinsvöllur   | Vestmannaeyjar |
| KA Akureyri          | 6               | Akureyrarvöllur  | Akureyri       |
| KR Reykjavik         | 3               | KR-völlur        | Reykjavik      |
| þor Akureyri         | 2. Deild        | Akureyrarvöllur  | Akureyri       |
| Valur Reykjavik      | 4               | Laugardalsvöllur | Reykjavik      |
| Vikingur Reykjavik   | 1               | Laugardalsvöllur | Reykjavik      |

## Compétition

### Classement
Le barème de points servant à établir le classement se décompose ainsi :
- Victoire : 3 points
- Match nul : 1 point
- Défaite : 0 point

| Rang | Équipe               | Pts | J  | G  | N | P  | Bp | Bc | Diff |
| ---- | -------------------- | --- | -- | -- | - | -- | -- | -- | ---- |
| 1    | ÍA Akranes P         | 40  | 18 | 12 | 4 | 2  | 40 | 19 | +21  |
| 2    | KR Reykjavik         | 37  | 18 | 11 | 4 | 3  | 41 | 17 | +24  |
| 3    | Þor Akureyri P       | 35  | 18 | 10 | 5 | 3  | 30 | 14 | +16  |
| 4    | Valur Reykjavik C    | 31  | 18 | 9  | 4 | 5  | 33 | 27 | +6   |
| 5    | Fram Reykjavik       | 25  | 18 | 8  | 1 | 9  | 25 | 27 | -2   |
| 6    | FH Hafnarfjörður     | 21  | 18 | 5  | 6 | 7  | 25 | 29 | -4   |
| 7    | Vikingur Reykjavik T | 19  | 18 | 5  | 4 | 9  | 25 | 33 | -8   |
| 8    | ÍBV Vestmannaeyjar   | 16  | 18 | 5  | 1 | 12 | 23 | 44 | -21  |
| 9    | Breiðablik Kopavogur | 15  | 18 | 4  | 3 | 11 | 14 | 31 | -17  |
| 10   | KA Akureyri          | 13  | 18 | 3  | 4 | 11 | 18 | 33 | -15  |

|  | Qualifié pour la Ligue des champions 1993-1994 |
|  | Qualifié pour la Coupe des Coupes 1993-1994    |
|  | Qualifié pour la Coupe UEFA 1993-1994          |
|  | Relégation en 2. Deild                         |

### Matchs
| Résultats (▼dom., ►ext.)                                   | Brei | Val | KR  | ÍA  | ÍBV | Fram | þor | KA  | FH  | Vik |
| Breiðablik Kopavogur                                       |      | 0-5 | 1-0 | 0-1 | 2-3 | 1-0  | 0-1 | 2-1 | 1-3 | 0-0 |
| Valur Reykjavik                                            | 2-0  |     | 1-9 | 1-1 | 3-2 | 1-4  | 0-3 | 4-0 | 1-0 | 1-2 |
| KR Reykjavik                                               | 1-0  | 0-0 |     | 2-2 | 3-0 | 3-2  | 3-1 | 3-0 | 4-1 | 3-0 |
| ÍA Akranes                                                 | 4-2  | 1-5 | 3-1 |     | 7-1 | 2-0  | 1-0 | 1-0 | 3-1 | 2-2 |
| ÍBV Vestmannaeyjar                                         | 0-0  | 1-2 | 0-2 | 0-1 |     | 4-2  | 0-1 | 2-1 | 0-3 | 1-2 |
| Fram Reykjavik                                             | 3-0  | 0-2 | 3-1 | 0-2 | 3-1 |      | 0-2 | 1-0 | 1-0 | 2-1 |
| Þor Akureyri                                               | 1-1  | 1-1 | 0-1 | 2-2 | 4-2 | 1-0  |     | 2-2 | 2-0 | 3-0 |
| KA Akureyri                                                | 1-2  | 1-3 | 1-1 | 1-0 | 1-3 | 1-2  | 0-2 |     | 3-3 | 1-0 |
| FH Hafnarfjörður                                           | 2-1  | 0-0 | 2-2 | 0-4 | 1-2 | 3-0  | 0-0 | 2-2 |     | 2-2 |
| Vikingur Reykjavik                                         | 3-1  | 2-1 | 0-2 | 1-3 | 6-1 | 2-2  | 1-4 | 0-2 | 1-2 |     |
| - Victoire à domicile - Match nul - Victoire à l'extérieur |      |     |     |     |     |      |     |     |     |     |

## Bilan de la saison
| Tableau d'Honneur                 |                 |
| Compétition                       | Vainqueur       |
| Championnat d'Islande de football | ÍA Akranes      |
| Coupe d'Islande de football       | Valur Reykjavik |
| Supercoupe d'Islande de football  | Fram Reykjavik  |

| Qualifications européennes    |                 |
| Ligue des champions 1993-1994 | Qualifié        |
| 1er tour                      | ÍA Akranes      |
| Coupe des Coupes 1993-1994    | Qualifié        |
| 1er tour                      | Valur Reykjavik |
| Coupe UEFA 1993-1994          | Qualifié        |
| 1er tour                      | KR Reykjavik    |

| Promotion et relégation |                                  |
| Relégués en 2. Deild    | KA Akureyri Breiðablik Kopavogur |
| Promus en 1. Deild      | ÍBK Keflavík Fylkir Reykjavik    |

## Meilleurs buteurs
| # | Buteurs               | Clubs              | Nb de Buts |
| - | --------------------- | ------------------ | ---------- |
| 1 | Arnar Gunnlaugsson    | ÍA Akranes         | 15         |
| 2 | Bjarni Sveinbjörnsson | þor Akureyri       | 11         |
| 3 | Anthony Karl Gregory  | Valur Reykjavik    | 10         |
| 3 | Helgi Sigurðsson      | Vikingur Reykjavik | 10         |
| 3 | Ragnar Margeirsson    | KR Reykjavik       | 10         |